# Arminia Bockum-Hövel
Arminia Bockum-Hövel (offiziell: Sportclub Arminia Bockum-Hövel e.V.) war ein Sportverein aus dem Hammer Stadtteil Bockum-Hövel. Die erste Fußballmannschaft spielte drei Jahre in der höchsten westfälischen Amateurliga.

## Geschichte
Der Verein wurde im Jahre 1937 gegründet und stand zunächst jahrzehntelang im Schatten des Lokalrivalen SV Bockum-Hövel. Nach dem Ende des Zweiten Weltkrieges spielte die Arminia zunächst in der Bezirksklasse, aus der sie 1948 abstiegen. Drei Jahre später folgte der Wiederaufstieg. Gleichzeitig eröffnete der Verein mit Unterstützung der Zeche Radbod die August-Rühl-Kampfbahn, die in den 1990er Jahren in August-Rühl-Stadion umbenannt wurde. Im Jahre 1953 schaffte die Arminia den Klassenerhalt in der Bezirksklasse nach einer Entscheidungsspielrunde. Drei Jahre später stieg die Mannschaft als Vizemeister hinter dem TuS Ahlen in die Landesliga Westfalen auf.
In der folgenden Spielzeit 1956/57 schaffte die Arminia den Klassenerhalt erst nach einem Entscheidungsspielsieg gegen Germania Hamm. 1961 gelang dem Verein der Machtwechsel in Bockum-Hövel, als der gerade aus der Verbandsliga Westfalen abgestiegene Lokalrivale SV Bockum-Hövel in die Bezirksklasse durchgereicht wurde. Drei Jahre später stieg die Arminia selbst in die Verbandsliga auf und erreichte in der Aufstiegssaison 1964/65 mit Rang acht ihren sportlichen Höhepunkt. Zwei Jahre später stieg die Mannschaft als Tabellenletzter wieder in die Landesliga ab und verhinderte 1968 erst durch einen 2:1-Sieg im Entscheidungsspiel gegen die punktgleiche TSG Rheda in der neutralen Beckumer Römerkampfbahn den Abstieg in die Bezirksklasse. 
Im Jahre 1971 fusionierte Arminia Bockum-Hövel mit dem SV Bockum-Hövel zum SVA Bockum-Hövel. Am 1. Juli 2013 fusionierte der SVA Bockum-Hövel wiederum mit Sportfreunden Bockum und Westfalia Bockum-Hövel zur SG Bockum-Hövel.

## Persönlichkeiten
- Lutz Gärtner (nach anderen Quellen Ludger Gärtner[7])
- Manfred Gärtner